# Chloé Zhao
Chloé Zhao (kinesiska: 赵婷), född 31 mars 1982 i Peking, är en kinesisk filmskapare som huvudsakligen har arbetat med amerikansk indiefilm.
Hennes första film, Songs My Brothers Taught Me från 2015, hade premiär på  Sundance Film Festival i i Park City i Utah i USA och nominerades till en Independent Spirit Awards för bästa debutfilm. Nästa film, The Rider från 2017, blev väl mottagen av kritikerna och nominerades till Independent Spirit Awards för bästa film och bästa regi.
Zhao har haft stor succé med filmen Nomadland från 2020, som hon fick en Golden Globe Award för bästa regi och en BAFTA Award för bästa regi för, i båda fallen som första asiatiska kvinna och andra kvinna någonsin. Filmen vann också Guldlejonet på filmfestivalen i Venedig och People's Choice Award på Toronto Film Festival.
Vid Oscarsgalan 2021 vann Nomadland en Oscar för bästa film och Zhao en Oscar för bästa regi. Hon var den första färgade kvinnan och den andra kvinnan någonsin att vinna Oscar för den kategorin.
Zhao var regissör för den amerikanska superhjältefilmen Eternals, baserad på Marvel Comics tidningsserie med samma namn. Hon kommer även vara regissör för en uppföljare till Eternals.

## Filmografi
- 2009 – The Atlas Mountains (regi, manus) (kortfilm)
- 2010 – Daughters(regi, manus) (kortfilm)
- 2015 – Songs My Brothers Taught Me (regi, manus, produktion, klippning)
- 2017 – The Rider (regi, manus, produktion)
- 2020 – Nomadland (regi, manus, produktion, klippning)
- 2021 – Eternals (regi, manus)
- 2025 – Hamnet (regi, manus)